# Britstown
Britstown ist eine in der Provinz Nordkap gelegene Kleinstadt in Südafrika inmitten der Halbwüstenregion Karoo. Britstown gehört zur Gemeinde Emthanjeni innerhalb des Distrikts Pixley Ka Seme. Im Jahre 2011 hatte die Stadt 3843 Einwohner.

## Geschichte
In der Zeit des Diamantenfiebers in der Region um Kimberley entstand der Ort Britstown. Diamantenjäger pausierten hier auf dem Weg zwischen Victoria West und Kimberley, während ihres Ansturms auf die Diamantenfelder. Eine Siedlung entstand, deren Bewohner neue Pferde, Futter, Erfrischungen und Übernachtungsmöglichkeiten anboten. Selbst musikalische Unterhaltung bot den Reisenden Abwechslung.
Die Kutschen-Transport-Unternehmen Fuller und Gibson machten hier als Erste Rast. 1889 erhielt Britstown über die Stadt De Aar Anschluss an die Bahnstrecke nach Kimberley.
Benannt ist die Stadt nach Hans Brits, der sich hier auf der Farm Gemsbokfontein niederließ, nachdem er den Afrikaforscher David Livingstone auf einer Reise in das Hinterland der Kapkolonie begleitet hatte. Brits verkaufte einen Teil der Farm, wo neben den Anlaufpunkten für Diamantenjäger 1877 ein Gemeindesaal und eine Kapelle errichtet wurden. Dies geschah, nachdem Brits mit den Durchreisenden eine zuverlässige Einnahmequelle ausgemacht hatte, gleich nachdem in Kimberley und Hopetown die ersten Diamanten gefunden worden waren.
Der Reiseverkehr durch die Stadt nahm noch mehr zu, als in der Region auch Gold gefunden wurde. Bekannte Minenbesitzer wie Cecil John Rhodes besuchten Britstown regelmäßig. Seine bedeutende geografische Verbindung reichte bis Südwestafrika (heute: Namibia).
Ein privates Bewässerungssystem wurde 1885 für Britstown konzipiert und 1954 eingestellt. Der beauftragte Konzern Smart Syndicate baute zwei Staudämme, deren Wasser die Anpflanzung von Luzerne und Weizen ermöglichten. Mit dieser Futterquelle wurden Karakulschafe und Clydesdale-Pferde gezüchtet. 1961 wurde einer der Dämme durch eine Flutwelle zerstört und 1964 mit staatlichen Mitteln wieder aufgebaut.
Im Jahr 1889 erlangte Britstown den Status einer Stadt. Über Jahrzehnte schickten Familien ihre Kinder von weit entlegenen Farmen in die Internatsschule von Britstown. Ihr Betrieb wurde jedoch 2003 eingestellt.

## Geografische Lage
Britstown liegt im Zentrum der Zentral-Karoo, exakt auf der halben Strecke an der N12 zwischen Kapstadt und Johannesburg. Von beiden Städten ist Britstown rund 700 Kilometer entfernt. Die nächstgrößeren Städte sind De Aar, 50 km östlich, Strydenburg, 79 km nördlich, Prieska, 124 km westlich und Victoria West, 101 km südlich. Kimberley ist 253 km entfernt. In Britstown kreuzt die N10.

## Klima
Wie in der gesamten Karoo ist das Klima in Britstown arid. Die Regenmenge beträgt 250 mm pro Jahr.

## Steinzeitkultur
Die Ureinwohner der Karoo, San, durchwanderten die gesamte Karoo. Auch in der Gegend von Britstown hinterließen sie Petroglyphen und Malereien auf Steinen und in Höhlen oder Überhängen. Auf der zehn Kilometer entfernten Farm Brakwater sind Petroglyphen zu betrachten. Die Abbildungen zeigen in ihrer Mehrzahl Elenantilopen, Straußen und Elefanten. Auch Zeichnungen und Gravuren von Giraffen, Reptilien, Böcken und in Strichmännchen-Stil gezeichnete Menschen sind auf der Maritzdam-Farm erhalten. Archäologen wie M. Burkitt, A. Goodwin sowie Gerhard und Dora Focke haben sich ausgiebig mit der Kunst aus der Steinzeit in der Karoo beschäftigt.

## Burenkrieg
Während des Zweiten Krieges zwischen Buren und Engländern (1899–1902) waren 550 Soldaten der britischen Armee in Britstown stationiert. Sie hatten die Aufgabe, mit weiteren 1050 Soldaten das Gebiet um den Oranje und den Bahnanschluss der Stadt zu verteidigen sowie vorrückende Buren-Truppen zurückzudrängen. Allerdings wurden sie bei dem Vorstoß von den Buren und ihren Rebellen in die Flucht geschlagen und mussten sich nach Britstown zurückziehen. Selbst der Nachschub von 3000 weiteren britischen Soldaten aus Kapstadt brachte nicht das erhoffte Ziel. Im Verlauf eines blutigen Guerillakriegs gab es auf beiden Seiten hohe Verluste.

## Museum
Das Museum von Britstown ist in der ehemaligen Kirche der Stadt untergebracht.